# Дюамель, Меган
Меган Дюамель (англ. Meagan Duhamel; род. 8 декабря 1985 года в Лайвли, Онтарио) — канадская фигуристка, выступавшая в парном катании. Меган — одна из наиболее титулованных парниц в истории Канады. С Эриком Рэдфордом она — олимпийская чемпионка (2018, командные соревнования), серебряный (2014, командные соревнования) и бронзовый (2018, парное катание) призёр Олимпийских игр, двукратная чемпионка мира (2015, 2016), бронзовый призёр чемпионатов мира (2013, 2014), семикратная чемпионка Канады (2012 — 2018), двукратная победительница чемпионата четырёх континентов (2013, 2015), победительница финала Гран-при 2014 года.
Меган начинала карьеру одиночницей, была серебряным призёром турнира «Золотой конёк Загреба» в 2005 году и до июля 2007 года совмещала одиночное и парное катание. Первым партнёром фигуристки был Райан Арнольд, с которым Меган выступала с 2004 по 2006 год. Затем канадка стала кататься с Крейгом Бантином, с которым они стали серебряными призёрами чемпионата Канады (2009) и бронзовыми медалистами чемпионата четырёх континентов (2010). После травмы Бантина и непопадания на Олимпиаду-2010 эта пара распалась. Меган задумывалась о завершении выступлений, но в конце концов нашла нового партнёра — Эрика Рэдфорда, с которым добилась основных успехов в карьере.
Дюамель и Рэдфорд — одна из немногих пар, исполнявшая на соревнованиях тройной лутц. На Олимпийских играх в Корее Дюамель и Рэдфорд стали первой парой за всю историю Олимпиад, которая чисто выполнила четверной выброс сальхов.

## Биография
Меган Дюамель родилась 8 декабря 1985 года в Лайвли, Онтарио. По матери она финского происхождения. Меган начала кататься на коньках с 3 лет на катке «Уолден-арена» в родном городке (англ. Walden Arena). В возрасте 10 лет она начала брать частные уроки. Переехала в Барри в 14-летнем возрасте для поступления в известную школу фигурного катания «Mariposa School of Skating». Её родителям пришлось трудиться на двух работах, чтобы обеспечить дочь средствами для занятия фигурным катанием.

## Ранняя карьера
Меган Дюамель начала карьеру как фигуристка-одиночница, но в течение нескольких лет соревновалась и в парном, и в одиночном катаниях параллельно. С июня 2007 года стала выступать только в парах.
Она и её бывший партнёр Райан Арнольд были первыми фигуристами, исполнившими параллельный тройной лутц на официальных соревнованиях. Они это сделали в 2005 году на чемпионате Канады.
В сезоне 2005/2006 на национальном чемпионате в парном катании Меган и партнёр стали шестыми и в сборную не вошли, а в одиночном катании она заняла четвёртое место и завоевала путёвку на чемпионат четырёх континентов, где стала пятой. В том же сезоне Меган выиграла серебряную медаль на турнире «Золотой конёк Загреба», что стало её единственной медалью во взрослом одиночном катании. В марте 2006 года пара с Арнольдом распалась, так как в начале года Меган получила травму и не выступала четыре месяца.
7 июня 2007 года было объявлено, что Меган Дюамель составит пару с Крейгом Бантином и заканчивает карьеру в одиночном катании. Дюамель и Бантин завоевали бронзовые медали на чемпионате Канады. Они пропустили чемпионат четырёх континентов, но на чемпионате мира выступили, заняв шестое место. Однако у Крейга усугубилась старая травма, в результате чего в апреле он перенёс операцию, после которой восстанавливался восемь месяцев.
В сезоне 2008/2009 пара завоевала бронзовые медали этапа Гран-при во Франции, на национальном первенстве они стали вторыми, а на чемпионате четырёх континентов — четвёртыми. Международных наград в этом сезоне им выиграть так и не удалось: последний старт сезона для канадцев состоялся в марте в американском Лос-Анджелесе, где они стали восьмыми на чемпионате мира.
Заняв третье место на чемпионате Канады 2010 года, Дюамель и Бантин не вошли в сборную на Олимпиаду в Ванкувере. По окончании сезона Крейг принял решение завершить карьеру, а Меган составила новую пару с Эриком Рэдфордом. Она также рассматривала вариант завершения карьеры из-за перенесённых травм, однако приняла решение продолжить выступления.

## Выступления с Эриком Рэдфордом

### Сезон 2010/2011: дебютный сезон
Меган отмечала, что первые попытки кататься вместе с Эриком были неудачные, а её партнёр рассказал, что без предложения их тренера встать в пару вряд ли бы это случилось само собой.
Дебют новой пары состоялся на турнире Nebelhorn Trophy 2010. По итогам соревнований они заняли третье место. На дебютном этапе Гран-при в Канаде Дюамель и Рэдфорд заняли пятое место.
Затем они стали серебряными призёрами национального первенства, что позволило фигуристам войти в состав сборной на чемпионат четырёх континентов и чемпионат мира. На чемпионате четырёх континентов пара после короткой программы занимала третье место, показав свой лучший результат в сезоне. После произвольной программы канадцы поднялись на второе место, впервые в совместной карьере набрав больше 120 баллов за произвольную программу. В итоге Меган и Эрик уступили только серебряным призёрам Олимпийских игр в Ванкувере Пан Цин и Туну Цзяню.
После этого было запланировано участие Дюамель и Рэдфорда в чемпионате мира, который должен был пройти в Токио, но в связи с землетрясением был перенесён в Москву и состоялся в апреле 2011 года. Для Эрика это был первый чемпионат мира в карьере, в то время как Меган уже имела опыт выступления на соревнованиях подобного уровня. На чемпионате мира в короткой программе во время исполнения подкрутки Меган ударила партнёра локтем в нос и сломала его, но, несмотря на это, они не прервали выступление и в итоге стали седьмыми. На этой же строчке они и завершили турнир.

### Сезон 2011/2012: первый финал Гран-при, первая победа на чемпионате Канады
В новом сезоне Меган и её партнёр в короткой программе в качестве музыкального сопровождения выбрали «Аранхуэсский концерт». Произвольная программа была поставлена на музыку группы Coldplay. В рамках Гран-при канадцы завоевали две бронзовые медали на канадском и французском этапах, которые стали первыми в их совместной карьере. Эти результаты помогли им впервые попасть в финал Гран-при, где Меган и Эрик заняли пятое место.
В январе 2012 года Дюамель и Рэдфорд впервые стали чемпионами Канады, уверенно обойдя своих конкурентов. Затем они заняли четвёртое место на чемпионате четырёх континентов, продемонстрировав не самое лучшее катание.
На чемпионате мира канадцы заняли пятое место. При этом по оценке за технику в короткой программе они заняли второе место, а в произвольной программе — третье, но из-за низкой второй оценки (за компоненты) им не удалось попасть на пьедестал почёта. На командном чемпионате мира Дюамель и Рэдфорд помогли своей команде выиграть «бронзу».

### Сезон 2012/2013: прорыв на международном уровне
Сезон Меган и Эрик начали со второго места на этапе Гран-при Skate Canada, при этом были установлены новые личные достижения в короткой, произвольной программах и по общей сумме. Второе серебро канадцы выиграли на этапе Гран-при Trophée Eric Bompard. При этом канадская пара выиграла произвольную программу, но общую победу одержали Юко Кавагути и Александр Смирнов. Эти результаты позволили канадской паре второй раз подряд выйти в финал Гран-при, где Дюамель и Рэдфорд остановились в шаге от пьедестала.
Затем Меган и Эрик завоевали свой второй национальный титул, в упорной борьбе обойдя своих давних конкурентов Кирстен Мур-Тауэрс и Дилана Московича. В феврале 2013 года пара одержала первую большую победу на международном уровне: Дюамель и Рэдфорд стали победителями чемпионата четырёх континентов. На этом турнире, как и на чемпионате Канады, их главными соперниками была пара Мур-Тауэрс и Москович. В короткой программе Меган и Эрик набрали 70,44 балла, тем самым впервые в карьере преодолев рубеж в 70 баллов. Кирстен и Дилан отстали на 4,11 балла. В произвольной программе катание Дюамель и Рэдфорда было не столь безукоризненным, и несмотря на то, что ими было установлено новое лучшее достижение (128,74 балла), произвольная программа была проиграна Мур-Тауэрс и Московичу. Тем не менее запаса баллов после короткой программы хватило, и Меган с Эриком стали чемпионами четырёх континентов. Они стали первой канадской парой за 12 лет, которой покорилось это достижение.
Чемпионат мира 2013 состоялся на родине пары, в городе Лондон (Онтарио). Меган и Эрик оправдали надежды канадских болельщиков и впервые в карьере стали призёрами чемпионата мира. В короткой программе был продемонстрирован идеальный прокат, по итогам которого канадцы расположились на втором месте, сенсационно опередив многократных чемпионов мира Алёну Савченко и Робина Шолковы. Помимо этого, был установлен новый персональный рекорд (73,61) и получена самая высокая техническая оценка. В произвольной программе, несмотря на небольшие помарки, канадская пара превзошла свой лучший результат в карьере и за произвольную программу (130,95), и в сумме (204,56). Впервые им покорился рубеж в 200 баллов. Этот результат позволил Дюамель и Рэдфорду впервые стать бронзовыми призёрами чемпионата мира.
Последним турниром в сезоне стал командный чемпионат мира в Японии, где Меган и Эрик помогли своей сборной выиграть «серебро».
Для Дюамель и Рэдфорда в этом сезоне состоялся переход на качественно новый уровень. Стало ясно, что в парном катании появилась ещё одна сильная пара, владеющая сильной техникой и способная в будущем претендовать на награды самых престижных турниров, в том числе и Олимпийских игр в Сочи.

### Сезон 2013/2014: Олимпиада в Сочи
В олимпийский сезон Эрик Рэдфорд сам написал музыку к короткой программе, которую посвятил своему бывшему тренеру Полу Вирцу. Произвольная программа была поставлена под музыку Дэнни Эльфмана из кинофильма «Алиса в стране чудес». На этапе Гран-при в Канаде Дюамель и Рэдфорд лидировали после короткой программы, но в итоге опустились на третью строчку. Во Франции пара заняла второе место и в очередной раз попала в финал Гран-при. Однако «поход» за первой медалью финала Гран-при снова оказался неудачным, и пара заняла лишь пятое место.
В январе 2014 года Меган и Эрик в третий раз стали чемпионами Канады, вновь, как и год назад, в упорной борьбе обойдя Мур-Тауэрс и Московича. Эта победа гарантировала им попадание на первые в их карьере Олимпийские игры.
На Олимпийских играх пара выступила в командном турнире, исполнив короткую программу. Дюамель и Рэдфорд заняли второе место, уступив только Татьяне Волосожар и Максиму Транькову. В произвольной программе их заменили Мур-Тауэрс и Москович. По итогам командного турнира команда Канады заняла второе место, Меган и Эрик стали серебряными призёрами Олимпийских игр.
Личный турнир у пары не задался, и они заняли всего лишь седьмое место.
На чемпионате мира Меган и Эрик частично реабилитировались и второй год подряд стали бронзовыми призёрами. И в короткой, и в произвольной программах были установлены новые личные рекорды. Также был побит предыдущий личный рекорд по общей сумме баллов: канадская пара впервые покорила рубеж в 210 баллов.

### Сезон 2014/2015: победный год
Дюамель и Рэдфорд в межсезонье тренировали четверной выброс. Пара начала новый сезон на турнире Autumn Classic International 2014, состоявшемся в Барри, Онтарио, на котором они успешно выполнили четверной выброс сальхов и выиграли турнир. Затем Меган и Эрик выиграли этап Гран-при в Канаде — эта победа стала первой в их карьере на этапах Гран-при. На NHK Trophy 2014 они снова заняли первое место и уверенно прошли в финал Гран-при. Финал Гран-при, который прошёл в Барселоне, стал четвёртым в карьере пары. По итогам короткой программы Меган и Эрик набрали 74,50 балла. Эта сумма позволила им выйти в лидеры соревнований, отрыв от главных соперников, Ксении Столбовой и Фёдора Климова, составил 2,17 балла. В произвольной программе Меган и Эрик не только удержали лидерство, но и увеличили отрыв от соперников. Помимо этого, в произвольной программе им впервые удалось покорить рубеж в 140 баллов. По итогам соревнований канадцы набрали 220,72 балла, впервые в карьере преодолев планку в 220 баллов, и одержали уверенную победу на турнире. Этот успех в финалах Гран-при стал первым в карьере фигуристов: ранее в этих соревнованиях они даже не попадали на пьедестал.
В январе 2015 года Меган и Эрик в четвёртый раз стали чемпионами Канады. Затем, в феврале на чемпионате четырёх континентов в Сеуле, они также выступили удачно, во второй раз завоевав титул в этом турнире. Через полтора месяца в Шанхае канадцы впервые стали чемпионами мира, попутно улучшив свои достижения в сумме. Меган и Эрик стали первыми чемпионами мира из Канады за последние 14 лет: последний раз это удавалось сделать олимпийским чемпионам Жами Сале и Давиду Пеллетье в 2001 году. В середине апреля на командном чемпионате мира в Японии, который был последним в завершающемся сезоне, Дюамель и Рэдфорд удачно выступили в обоих видах программ, заняв второе место в короткой программе и первое в произвольной.

### Сезон 2015/2016: защита титула чемпионов мира
Новый сезон пара начала в Канаде в середине октября на международном турнире Autumn Classic International, который выиграла. После этого пара снова выиграла «домашний» этап Гран-при. На этапе в Нагано Дюамель и Рэдфорд тоже заняли первое место и в пятый раз подряд вышли в финал Гран-при, который второй год подряд проходил в Барселоне. Там они шли на третьем месте после короткой программы, но финишировали вторыми.
Через месяц Меган и Эрик стали пятикратными чемпионами Канады. В феврале фигуристы приняли участие в Тайбэе на континентальном чемпионате, но вынуждены были сняться после короткой программы из-за простуды у Меган. В начале апреля в Бостоне на мировом чемпионате канадской паре предстояло защищать звание чемпионов мира. Дюамель и её партнёр занимали второе место после короткой программы, но в произвольной выступили успешно, впервые покорив рубеж в 150 баллов, и во второй раз подряд завоевали золотые медали. При этом они улучшили все свои прежние спортивные достижения.

### Сезон 2016/2017: потеря позиций
Новый предолимпийский сезон канадская пара начала в Финляндии на турнире Finlandia Trophy, где уверенно завоевала золотые награды. В конце октября канадские фигуристы выступали на домашнем этапе Гран-при в Миссиссоге, где стали первыми и при этом превзошли свои прежние достижения в короткой программе. Отдельного внимания заслуживало то, что Меган удалось приземлить выброс аксель в 3,5 оборота. В конце ноября Дюамель и Рэдфорд выступили на шестом этапе Гран-при, проходившем в японском Саппоро, где в сложной борьбе заняли первое место, что обеспечило им уверенный выход в финал Гран-при, который состоялся в Марселе. Во Франции, в финале Гран-при, они в упорной борьбе остались лишь третьими.
В январе 2017 года на национальном чемпионате в Оттаве Дюамель и Рэдфорду не мог составить конкуренции никто из ведущих пар, и они в очередной раз стали чемпионами Канады, установив новый рекорд по победам на национальных первенствах. В середине февраля канадские фигуристы выступили в Южной Корее на чемпионате четырёх континентов, где финишировали на втором месте. В конце марта канадские парники участвовали на мировом чемпионате в Хельсинки, который для них не задался сразу же. Из-за травмы партнёра пара вынуждена была отказаться от параллельного тройного лутца. По итогам соревнований они заняли только седьмое место. При этом сыграли важную роль в завоевании трёх путёвок для своей страны на Олимпийские игры: для этого было необходимо, чтобы сумма мест двух лучших пар была не больше 13. С учётом того, что лучшая канадская пара (Любовь Илюшечкина и Дилан Москович) стала шестой, в сумме мест получилось как раз 13, что позволило канадцам отправить в Корею три спортивные пары. После окончания чемпионата стало известно, что у Эрика диагностирована межпозвоночная грыжа. Пара должна была представлять Канаду на командном чемпионате мира, но из-за травмы партнёра спортсмены снялись с турнира.

### Сезон 2017/2018: «золото» и «бронза» корейской Олимпиады
В июне стало известно, что Дюамель и Рэдфорд больше не будут работать с тренером Ришаром Готье.
Эрик и я чувствовали, что нам нужно что-то поменять в тренировочном процессе. Но мы будем вечно благодарны Готье. Всё, что мы достигли в своей карьере, получилось благодаря ему. Мы желаем ему только хорошего.Меган Дюамель
Меган и Эрик стали работать под руководством Бруно Маркотта, мужа Меган, и, кроме того, пару начал консультировать Джон Циммерман.
Новый олимпийский сезон канадские парники начали дома в Монреале, где на турнире Autumn Classic International выступили не совсем уверенно и финишировали на втором месте. Через месяц пара выступала в серии Гран-при на домашнем этапе, где одержала победу. На Skate America повторить успех не удалось, и канадцы финишировали третьими, что не помешало им в очередной раз попасть в финал Гран-при. В финале Дюамель с партнёром заняли третье место.
Перед чемпионатом Канады пара решила вернуть произвольную программу сезона 2015/2016, с которой они стали двукратными чемпионами мира.
На чемпионате Канады Меган и Эрик одержали седьмую победу подряд и завоевали путёвку на Олимпийские игры, которые проходили в южнокорейском Канныне.
Для Дюамель и Рэдфорда соревнования на Олимпиаде начались 9 февраля за несколько часов до церемонии открытия, когда они исполнили короткую программу в командных соревнованиях. Меган и Эрик уверенно откатали свою программу, допустив лишь небольшую помарку на тройном лутце. По итогам короткой программы Дюамель и Рэдфорд уступили только россиянам Тарасовой и Морозову.
После первого дня соревнований, в который были проведены короткие программы мужчин-одиночников и спортивных пар, канадцы лидировали и опережали олимпийских атлетов из России на 4 балла, а американцев на 3.
Спустя два дня Меган и Эрик были заявлены в произвольную программу, что было весьма неожиданно, поскольку перерыв между командным и личным турнирами парников (которые, как правило, первыми разыгрывают медали Олимпиад) планировался небольшой. Меган и Эрик уверенно откатали произвольную программу и обошли всех, увеличив отрыв от преследователей до шести очков. Судьба олимпийского золота была в руках партнёров по команде.
На следующий день командный турнир начался с выступления одиночников. Патрик Чан уверенно выиграл произвольную программу и увеличил отрыв канадцев до семи очков. Канадцы могли проиграть только при невероятном стечении обстоятельств. Габриэль Дэйлман в произвольной программе заняла третье место, тем самым гарантировав канадской сборной олимпийское золото. Впереди оставался только один вид — произвольный танец, который уже ничего не решал в борьбе за «золото». В произвольном танце Тесса Вертью и Скотт Моир выступали последними и выиграли его, увеличив отрыв от других сборных до семи баллов. Сборная Канада набрала 73 балла, причём во всех восьми видах канадцы заняли места не ниже третьего. Меган Дюамель и Эрик Рэдфорд стали олимпийскими чемпионами.
Уже через два дня стартовал личный турнир парников. Меган и Эрик по результатам жеребьёвки получили 19-й номер — это означало, что они открывают последнюю разминку. Допустив пару помарок, Дюамель и Рэдфорд набрали 76,82 балла. По итогам короткой программы они расположились на третьем месте, проигрывая первому и второму месту 5 баллов, но опережая Алёну Савченко и Бруно Массо на 0,23 балла.
В произвольной программе канадцы выступали под 14-м номером. Как оказалось позже, с этим номером им не очень повезло, так как перед ними выдающееся выступление продемонстрировали Савченко и Массо, которые установили новый мировой рекорд в произвольной программе. Однако на Меган и Эрика это не повлияло, и они тоже продемонстрировали сильное выступление, допустив лишь ошибку на тройном лутце, но чисто исполнив четверной выброс сальхов и став первой парой в истории, которая приземлила четверной выброс на Олимпийских играх. Дюамель и Рэдфорд набрали 153,33 балла за произвольную программу, а в сумме 230,15 балла. Судьба олимпийской медали решалась в борьбе между канадцами и россиянами Тарасовой и Морозовым, которые выступали последними и допустили две грубые ошибки, не сумев удержаться на пьедестале. Меган Дюамель и Эрик Рэдфорд стали бронзовыми призёрами Олимпийских игр в личном турнире.
Таким образом, они собрали медали Олимпийских игр каждого достоинства: «золото» и «серебро» в командных турнирах (2018 и 2014 соответственно) и «бронза» в личном турнире (2018).
Я прокрутила в голове все восемь лет, что мы работали вместе, и поняла — мы сделали всё, что было в наших силах. Я чувствую себя состоявшимся человеком, в спорте я добилась всего, чего хотела. Мы очень рады, что наши выступления закончились олимпийской медалью, иначе мы бы с горечью вспоминали наш уход из спорта. Когда стояла на пьедестале после победы в команде, я загадала, что смогу сюда вернуться ещё раз. Может быть, кому-то показалось сумасшедшим решением откатать по два раза и короткую, и произвольную программу, но нам это было нужно. Нам нравится выступать здесь. Это нам помогло быть максимально готовыми.Меган Дюамель
В конце апреля 2018 года спортсмены приняли решение о завершении карьеры, хотя ещё до этого говорили, что завершают карьеру после личного турнира.

## Жизнь вне спорта
В декабре 2008 года Дюамель стала веганом. Прочитав книгу по веганизму, она решила изменить свою жизнь. С тех пор Меган занялась изучением холистической медицины и натуропатии и стала сертифицированным диетологом в 2012 году. Она всегда возит с собой собственную еду. Среди хобби Дюамель также можно выделить йогу, пеший туризм и выпечку.
У Меган есть две собаки: бигль по имени Тео и такса-полукровка Mу-Тае, которого она приняла во время участия на чемпионате четырёх континентов 2017 в Южной Корее. Меган работает над собственным брендом «Lutz of Greens» и состоит в обществе защиты собак. Она заканчивает исследования в области специализированного спортивного, вегетарианского и фитнес-питания, а также планирует разработать оздоровительную систему для фигуристов.
В июле 2014 года было объявлено, что Дюамель встречается с тренером по фигурному катанию Бруно Маркоттом. 5 июня 2015 года они поженились на Бермудских Островах.

## Стиль катания и оценки
Особенностью команды Дюамель и Рэдфорда является уникальный по сложности контент программ. В короткой программе они, как правило, исполняли параллельный тройной лутц. В произвольной программе, помимо тройного лутца, Меган и Эрик иногда исполняли четверной выброс сальхов, став первыми фигуристами, исполнившими этот элемент на Олимпийских играх.
Несмотря на сложность элементов, канадскую пару часто критикуют за стиль катания, отмечая, что между фигуристами «нет никакой химии» и они катаются словно два одиночника. Однако такие оценки, как правило, делают специалисты и зрители, привыкшие к российской школе фигурного катания, тогда как североамериканские зрители и эксперты считают пару очень эмоциональной. Оценку своим подопечным дал тренер фигуристов до 2017 года Ришар Готье, отметив, что канадцы не похожи на других и не обладают способностью свободно выражать эмоции, поэтому им необходимо тщательно работать над постановкой программ.
Тройной лутц и четверной выброс — хороший задел для того, чтобы набирать больше баллов за технику. А чтобы росла оценка за компоненты, прежде всего нужны хорошие постановки. В выразительных средствах, как я и говорил, мы действительно лимитированы. Классика моим ребятам не подойдёт. И уж тем более — любовная лирика.Ришар Готье
Оценивая достижения Дюамель и Рэдфорда, директор Федерации фигурного катания Канады Майк Слипчук отметил, что они внесли вклад в фигурное катание, став лидерами в своём виде спорта.
Меган и Эрик были мировыми лидерами в парном катании, поскольку они раздвинули технические границы, что сделало их одной из лучших пар и вдохновило новое поколение спортсменов.Майк Слипчук

## Программы

### Одиночная карьера
| Сезон   | Короткая программа                                  | Произвольная программа                                                             |
| ------- | --------------------------------------------------- | ---------------------------------------------------------------------------------- |
| 2003/04 | Пассакалья Рольф Ловланд в исполнении Secret Garden | Концерт для фортепиано с оркестром № 2 Рапсодия на тему Паганини Сергей Рахманинов |
| 2004/05 | Пассакалья Рольф Ловланд в исполнении Secret Garden | Rondo Capriccioso Камиль Сен-Санс                                                  |
| 2005/06 | Хорватская рапсодия Максим Мрвица                   | Rondo Capriccioso Камиль Сен-Санс                                                  |

### Парное катание

#### С Райаном Арнольдом
| Сезон   | Короткая программа                      | Произвольная программа                                                         |
| ------- | --------------------------------------- | ------------------------------------------------------------------------------ |
| 2004/05 | Адажио Ремо Джадзотто, Томазо Альбинони | Аранхуэсский концерт Хоакин Родриго Leyenda Энди Хилл в исполнении Ванессы Мэй |
| 2005/06 | Quixote Бонд                            | Саундтек из к/ф «Серафин: Человек и его грех» Мишель Кюссон                    |

#### С Крейгом Бантином
| Сезон   | Короткая программа                 | Произвольная программа                          | Показательные выступления    |
| ------- | ---------------------------------- | ----------------------------------------------- | ---------------------------- |
| 2007/08 | Best Latin Tango Родриго Буэртильо | Тоска Джакомо Пуччини                           | Болеро (из к/ф «Мулен Руж!») |
| 2008/09 | 4 Lamentations                     | Тоска Джакомо Пуччини                           | The Story Брэнди Карлайл     |
| 2009/10 | Hotel California Eagles            | Музыкальные произведения Пьера Порте Пьер Порте |                              |

#### С Эриком Рэдфордом
| Сезон   | Короткая программа                                                                                      | Произвольная программа | Показательные выступления |
| ------- | --- | --- | --- |
| 2010/11 | Концерт для одного голоса Сен-Прё хореография Жюли Маркотт                                              | The Train Константин Кримец Meet Joe Black Томас Ньюман хореография Жюли Маркотт                                                                                   | Don't Stop Believin' (из телесериала «Хор») в исполнении Лии Мишель и Кори Монтейта |
| 2011/12 | Аранхуэсский концерт Хоакин Родриго хореография Жюли Маркотт                                            | Viva la Vida Coldplay Yellow Coldplay хореография Жюли Маркотт | When She Loved Me в исполнении Джоша Янга Don't Stop Believin' (из телесериала «Хор») в исполнении Лии Мишель и Кори Монтейта                                                                                    |
| 2012/13 | Богема в исполнении Роби Лакатос, Пола Маккоя, Бруно Уолкера и Джеффа Киктеффа хореография Жюли Маркотт | Angel Филипп Ромби хореография Жюли Маркотт | Ho Hey The Lumineers Hometown Glory Адель |
| 2013/14 | Tribute Эрик Рэдфорд аранжировка Луи Бабена хореография Жюли Маркотт                                    | Саундтрек из к/ф «Алиса в Стране чудес» Дэнни Эльфман Everlasting Two Steps from Hell хореография Жюли Маркотт                                                     | True Colors Artists Against Bullying Say Something A Great Big World |
| 2014/15 | Un peu plus haut Гинетт Рино хореография Жюли Маркотт                                                   | Neutron Star Collision Muse I Belong to You (из оперы «Самсон и Далила») Muse Uprising Muse хореография Жюли Маркотт                                               | One Мэри Джей Блайдж и U2 хореография Жюли Маркотт Say Something A Great Big World |
| 2015/16 | Your Song (из к/ф «Мулен Руж!») Элтон Джон в исполнении Юэна Макгрегора хореография Жюли Маркотт        | Hometown Glory Адель хореография Жюли Маркотт | Piano Man Билли Джоэл Believe Mumford & Sons Smile (из к/ф «Новые времена») в исполнении Нэта Кинга Коула |
| 2016/17 | Killer Адамски, Seal в исполнении Seal хореография Жюли Маркотт                                         | Non, je ne regrette rien Шарль Дюмон, Мишель Вокёр в исполнении Патрисии Каас хореография Жюли Маркотт                                                             | Heroes Дэвид Боуи and Брайан Ино в исполнении Питера Гэбриэла Piano Man Билли Джоэл |
| 2017/18 | With or Without You U2 в исполнении Април Мезерви хореографы Джон Керр, Жюли Маркотт                    | Hometown Glory Адель хореография Жюли Маркотт Neutron Star Collision Muse I Belong to You (из оперы «Самсон и Далила») Muse Uprising Muse хореография Жюли Маркотт | Be Mine Ofenbach Sign of the Times Гарри Стайлз Piano Man Билли Джоэл «Selene, la dea della luna» — Chandelier Сия «Apollo and Daphne, a Love Chase» Heroes Дэвид Боуи и Брайан Ино в исполнении Питера Гэбриэла |

## Спортивные достижения

### Результаты в парном катании
(с Эриком Рэдфордом)
| Соревнования                         | 10/11 | 11/12 | 12/13 | 13/14 | 14/15 | 15/16 | 16/17 | 17/18 |
| ------------------------------------ | ----- | ----- | ----- | ----- | ----- | ----- | ----- | ----- |
| Олимпийские игры — парное катание    |       |       |       | 7     |       |       |       | 3     |
| Олимпийские игры — командный турнир  |       |       |       | 2     |       |       |       | 1     |
| Чемпионаты мира                      | 7     | 5     | 3     | 3     | 1     | 1     | 7     |       |
| Чемпионаты четырёх континентов       | 2     | 4     | 1     |       | 1     | WD    | 2     |       |
| Командные чемпионаты мира            |       | 2/3*  | 2/2*  |       | 4     |       |       |       |
| Чемпионаты Канады                    | 2     | 1     | 1     | 1     | 1     | 1     | 1     | 1     |
| Финалы Гран-при                      |       | 5     | 4     | 5     | 1     | 2     | 3     | 3     |
| Этапы Гран-при: Trophée Eric Bompard |       | 3     | 2     | 2     |       |       |       |       |
| Этапы Гран-при: Skate Canada         | 5     | 3     | 2     | 3     | 1     | 1     | 1     | 1     |
| Этапы Гран-при: NHK Trophy           |       |       |       |       | 1     | 1     | 1     |       |
| Этапы Гран-при: Skate America        |       |       |       |       |       |       |       | 3     |
| Nebelhorn Trophy                     | 3     |       |       |       |       |       |       |       |
| Autumn Classic International         |       |       |       |       | 1     | 1     |       | 2     |
| Finlandia Trophy                     |       |       |       |       |       |       | 1     |       |

| Соревнования                      | 04/05 | 05/06 |
| --------------------------------- | ----- | ----- |
| Чемпионаты Канады                 | 8     | 6     |
| Золотой конёк Загреба             |       | 1     |
| Nebelhorn Trophy                  |       | 2     |
| Чемпионаты мира среди юниоров     | 8     |       |
| Этапы юниорского Гран-при, Сербия | 5     |       |

| Соревнования                         | 07/08 | 08/09 | 09/10 |
| ------------------------------------ | ----- | ----- | ----- |
| Чемпионаты мира                      | 6     | 8     |       |
| Чемпионаты четырёх континентов       |       | 4     | 3     |
| Чемпионаты Канады                    | 3     | 2     | 3     |
| Этапы Гран-при: Cup of China         |       |       | 4     |
| Этапы Гран-при: Trophee Eric Bompard |       | 3     |       |
| Этапы Гран-при: Skate America        |       | 4     | WD    |
| Этапы Гран-при: Skate Canada         | 6     |       |       |
| Nebelhorn Trophy                     | 2     |       |       |

### Результаты в одиночном катании
| Соревнования                        | 00/01 | 01/02 | 02/03 | 03/04 | 04/05 | 05/06 | 06/07 |
| ----------------------------------- | ----- | ----- | ----- | ----- | ----- | ----- | ----- |
| Чемпионаты четырёх континентов      |       |       |       |       |       | 5     |       |
| Чемпионаты Канады                   | 5N.   | 4J.   | 1J.   | 10    | 7     | 4     | 6     |
| Золотой конёк Загреба               |       |       |       |       |       | 2     |       |
| Чемпионаты мира среди юниоров       |       |       | 13    |       |       |       |       |
| Финалы юниорского Гран-при          |       |       |       |       | 5     |       |       |
| Этапы юниорского Гран-при, Румыния  |       |       |       |       | 5     |       |       |
| Этапы юниорского Гран-при, Франция  |       |       | 4     |       | 1     |       |       |
| Этапы юниорского Гран-при, Словакия |       |       | 12    | 6     |       |       |       |
| Этапы юниорского Гран-при, Швеция   |       | 8     |       |       |       |       |       |
| Triglav Trophy                      |       | 5J.   |       |       |       |       |       |

- J = юниорский уровень; N = уровень «новичок»

### Подробные результаты выступлений с Эриком Рэдфордом
Малые медали за короткую и произвольную программы вручаются только на чемпионатах под эгидой ИСУ.
| Сезон 2010/2011            |                                        |         |          |          |
| Дата                       | Соревнования                           | SP      | FS       | Общее    |
| 23—26 сентября 2010        | Nebelhorn Trophy 2010                  | 3 51,81 | 3 95,63  | 3 147,44 |
| 28—31 октября 2010         | Skate Canada 2010                      | 4 54,80 | 4 103,73 | 5 158,53 |
| 17—23 января 2011          | Чемпионат Канады 2011                  | 4 57,71 | 2 113,63 | 2 171,34 |
| 15—20 февраля 2011         | Чемпионат четырёх континентов 2011     | 3 59,92 | 2 121,87 | 2 181,79 |
| 27 апреля — 1 мая 2011     | Чемпионат мира 2011                    | 7 58,83 | 7 114,20 | 7 173,03 |
| Сезон 2011/2012            |                                        |         |          |          |
| Дата                       | Соревнования                           | SP      | FS       | Общее    |
| 27—30 октября 2011         | Skate Canada 2011                      | 2 62,37 | 3 112,47 | 3 174,84 |
| 17—20 ноября 2011          | Trophée Eric Bompard 2011              | 2 61,06 | 3 115,56 | 3 176,62 |
| 8—11 декабря 2011          | Финал Гран-при 2011/2012               | 5 61,04 | 5 109,39 | 5 170,43 |
| 16—22 января 2012          | Чемпионат Канады 2012                  | 1 60,92 | 1 129,19 | 1 190,11 |
| 7—12 февраля 2012          | Чемпионат четырёх континентов 2012     | 8 57,53 | 4 114,23 | 4 171,76 |
| 26 марта — 1 апреля 2012   | Чемпионат мира 2012                    | 5 63,69 | 5 121,72 | 5 185,41 |
| 19—22 апреля 2012          | Командный чемпионат мира 2012          | 4 59,27 | 2 112,64 | 2 177,62 |
| Сезон 2012/2013            |                                        |         |          |          |
| Дата                       | Соревнования                           | SP      | FS       | Общее    |
| 26—28 октября 2012         | Skate Canada 2012                      | 2 64,49 | 2 126,00 | 2 190,49 |
| 15—18 ноября 2012          | Trophée Eric Bompard 2012              | 2 62,28 | 1 124,43 | 2 186,71 |
| 6—9 декабря 2012           | Финал Гран-при 2012/2013               | 4 64,20 | 4 122,89 | 4 187,09 |
| 13—20 января 2013          | Чемпионат Канады 2013                  | 1 69,08 | 1 137,55 | 1 206,63 |
| 6—11 февраля 2013          | Чемпионат четырёх континентов 2013     | 1 70,44 | 2 128,74 | 1 199,18 |
| 13—15 марта 2013           | Чемпионат мира 2013                    | 2 73,61 | 3 130,95 | 3 204,56 |
| 11—14 апреля 2013          | Командный чемпионат мира 2013          | 2 69,94 | 2 121,21 | 2 191,15 |
| Сезон 2013/2014            |                                        |         |          |          |
| Дата                       | Соревнования                           | SP      | FS       | Общее    |
| 24—27 октября 2013         | Skate Canada 2013                      | 1 69,57 | 3 121,05 | 3 190,62 |
| 15—17 ноября 2013          | Trophée Eric Bompard 2013              | 2 66,07 | 2 124,82 | 2 190,89 |
| 5—8 декабря 2013           | Финал Гран-при 2013/2014               | 4 73,07 | 6 120,31 | 5 193,38 |
| 9—15 января 2014           | Чемпионат Канады 2014                  | 1 75,80 | 1 137,82 | 1 213,62 |
| 6—22 февраля 2014          | Зимние Олимпийские игры 2014 (команда) | 2 73,10 | —        | 2 65     |
| 6—22 февраля 2014          | Зимние Олимпийские игры 2014           | 5 72,21 | 7 127,32 | 7 199,53 |
| 24—30 марта 2014           | Чемпионат мира 2014                    | 2 77,01 | 4 133,83 | 3 210,84 |
| Сезон 2014/2015            |                                        |         |          |          |
| Дата                       | Соревнования                           | SP      | FS       | Общее    |
| 15—16 октября 2014         | Autumn Classic 2014                    | 1 68,92 | 1 134,24 | 1 203,16 |
| 31 октября — 2 ноября 2014 | Skate Canada 2014                      | 1 72,70 | 1 138,04 | 1 210,74 |
| 28—30 ноября 2014          | NHK Trophy 2014                        | 1 72,70 | 1 127,08 | 1 199,78 |
| 11—14 декабря 2014         | Финал Гран-при 2014/2015               | 1 74,50 | 1 146,22 | 1 220,72 |
| 19—25 января 2015          | Чемпионат Канады 2015                  | 1 79,50 | 1 150,69 | 1 230,19 |
| 9—15 февраля 2015          | Чемпионат четырёх континентов 2015     | 1 75,67 | 1 143,81 | 1 219,48 |
| 23—29 марта 2015           | Чемпионат мира 2015                    | 1 76,98 | 1 144,55 | 1 221,53 |
| 16—19 апреля 2015          | Командный чемпионат мира 2015          | 2 68,68 | 1 140,70 | 2 209,38 |
| Сезон 2015/2016            |                                        |         |          |          |
| Дата                       | Соревнования                           | SP      | FS       | Общее    |
| 12—15 октября 2015         | Autumn Classic 2015                    | 1 68,97 | 1 133,64 | 1 202,61 |
| 30 октября — 1 ноября 2015 | Skate Canada 2015                      | 1 72,46 | 1 143,70 | 1 216,16 |
| 27—29 ноября 2015          | NHK Trophy 2015                        | 1 71,04 | 1 131,68 | 1 202,72 |
| 10—13 декабря 2015         | Финал Гран-при 2015/2016               | 3 72,74 | 2 143,93 | 2 216,67 |
| 18—24 января 2016          | Чемпионат Канады 2016                  | 1 73,03 | 1 148,72 | 1 221,75 |
| 16—21 февраля 2016         | Чемпионат четырёх континентов 2016     | 2 71,90 | WD       | WD       |
| 28 марта — 3 апреля 2016   | Чемпионат мира 2016                    | 2 78,18 | 1 153,81 | 1 231,99 |
| 22—24 апреля 2016          | Team Challenge Cup 2016                |         | 1 147,48 | 1        |
| Сезон 2016/2017            |                                        |         |          |          |
| Дата                       | Соревнования                           | SP      | FS       | Общее    |
| 6—10 октября 2016          | Finlandia Trophy 2016                  | 1 66,49 | 1 131,29 | 1 197,78 |
| 28—30 октября 2016         | Skate Canada 2016                      | 1 78,39 | 1 139,91 | 1 218,30 |
| 25—27 ноября 2016          | NHK Trophy 2016                        | 2 72,95 | 1 131,61 | 1 204,56 |
| 8—11 декабря 2016          | Финал Гран-при 2016/2017               | 3 71,44 | 2 134,55 | 3 205,99 |
| 16—22 января 2017          | Чемпионат Канады 2017                  | 1 80,72 | 1 146,51 | 1 227,23 |
| 15—19 февраля 2017         | Чемпионат четырёх континентов 2017     | 3 74,31 | 2 137,92 | 2 212,23 |
| 29 марта — 2 апреля 2017   | Чемпионат мира 2017                    | 7 72,67 | 7 133,39 | 7 206,06 |
| Сезон 2017/2018            |                                        |         |          |          |
| Дата                       | Соревнования                           | SP      | FS       | Общее    |
| 20—23 сентября 2017        | Autumn Classic 2017                    | 1 77,14 | 3 125,84 | 2 202,98 |
| 27—29 октября 2017         | Skate Canada 2017                      | 2 73,53 | 1 148,69 | 1 222,22 |
| 24—26 ноября 2017          | Skate America 2017                     | 1 75,37 | 3 140,31 | 3 215,68 |
| 7—10 декабря 2017          | Финал Гран-при 2017/2018               | 5 72,18 | 3 138,65 | 3 210,83 |
| 8—14 января 2018           | Чемпионат Канады 2017                  | 1 81,78 | 1 152,77 | 1 234,55 |
| 9—12 февраля 2018          | Зимние Олимпийские игры 2018 (команда) | 2 76,57 | 1 148,51 | 1 73     |
| 14—15 февраля 2018         | Зимние Олимпийские игры 2018           | 3 76,82 | 2 153,33 | 3 230,15 |